# آگوستس کپک
آگوستس کپک (انگلیسی: Augusts Kepke; ۶ ژانویهٔ ۱۸۸۶ – تاریخ ورودی نامعتبر است) دوچرخه‌سوار اهل لتونی بود.